# Louis von Klipstein
Louis von Klipstein (* 1991 in Hamburg) ist ein deutscher Schauspieler.

## Leben
Louis von Klipstein, der in seiner Geburtsstadt Hamburg aufwuchs, absolvierte seine Schauspielausbildung von 2013 bis 2017 an der Akademie für Darstellende Kunst Baden-Württemberg in Stuttgart. Außerdem besuchte er verschiedene Workshops (Filmschauspiel, Meisner-Technik, Method Acting) und erhielt regelmäßiges Tanz- und Körpertraining.
Während seiner Ausbildung gastierte er bereits am Schauspiel Stuttgart, beim „Theater Rampe“ in Stuttgart, am Heusteigtheater Stuttgart, bei den Nibelungenfestspielen Worms, auf Kampnagel und am Thalia-Theater in Hamburg. Außerdem trat er bei verschiedenen Theaterfestivals (FURORE – Internationales Festival für junges Theater in Ludwigsburg, Spoleto-Festival, Augsburger Festspiele) auf. Weitere Theaterengagements hatte er in Dresden und Zürich. In der Spielzeit 2019/20 gastiert er am Lichthof Theater in Hamburg.
Louis von Klipstein stand auch für Film- und TV-Produktionen vor der Kamera und arbeitet als Synchronschauspieler. In der 15. Staffel der ZDF-Serie SOKO Wismar (2018) hatte er eine Episodenhauptrolle als tatverdächtiger Erzieher Torsten Zoller. In der TV-Serie In aller Freundschaft – Die jungen Ärzte (2020) spielte er, an der Seite von Diane Willems, eine weitere Episodenhauptrolle als junger Vater, dessen achtjähriger Sohn mit schweren Brandverletzungen in die Notaufnahme eingeliefert wird.
Louis von Klipstein lebt in Hamburg.

## Filmografie (Auswahl)
- 2018: SOKO Wismar: Selbstjustiz (Fernsehserie, eine Folge)
- 2019: Systemsprenger
- 2019: Because we dreamt of flying
- 2020: In aller Freundschaft – Die jungen Ärzte: Herausforderungen (Fernsehserie, eine Folge)
- 2021: Notruf Hafenkante: Am Ende ein Anfang (Fernsehserie, eine Folge)